# 朱塞佩·桑尼诺
朱塞佩·辛連奴（義大利語：Giuseppe Sannino，1957年4月30日—）是一名義大利前足球運動員及現任領隊，司職中場。現時任教意乙球會卡坦尼亞。

## 生平

### 教練
2013年12月18日辛連奴獲聘接手執教英冠球會屈福特。